# Rolf Rienhardt
Rolf Rienhardt. (Bucha, Alemania; 2 de julio de 1903 – 16 de marzo de 1975) fue un especialista en comunicación de la Alemania Nazi.

## Biografía
Durante su juventud estudió derecho en Berlín y Múnich.
En 1928, Rolf Rienhardt se convirtió en el asesor legal de Eher-Verlag (la editorial central del Partido Nazi) y se hizo gran amigo de Gregor Strasser. En las elecciones de julio de 1932 fue elegido diputado del Partido Nazi en el Reichstag. Sin embargo, Gregor Strasser cayó en desgracia dentro del partido nazi en diciembre de 1932, y al igual que Strasser, todos sus seguidores también desaparecieron de la escena política. Por si fuera poco, su candidatura durante las elecciones al Reichstag de 1933 fue finalmente invalidada. Sin embargo, tiempo después Rienhardt fue nombrado Jefe de la Oficina de Prensa del Reich del NSDAP bajo las órdenes de Max Amann. Rienhardt fue el verdadero artífice de la maquinaria y monopolio Nacionalsocialista de la prensa, fue autor de los discursos de Amann y de las directrices establecidas por la Oficina de Prensa nazi. Amann siempre vio a Rienhardt como un rival, por lo cual lo excluyó del Ministerio bajo diversos pretextos el 22 de noviembre de 1943. De hecho, tras un litigio con Amann perdió buena parte de sus ahorros y tuvo que renunciar a su derecho de pensión.
Rienhardt ingresó como oficial a la Waffen SS y continuó luchando en el frente hasta el final de la guerra. También fue Coronel honorario de la SA. Tras el final de la contienda Rienhard fue director ejecutivo de publicidad, primero con el Westfälischen Zeitung en Bielefeld y después con Burda.
Falleció en marzo de 1975 en Alemania.